# Schweizer Orange
Schweizer Orange es una  variedad cultivar de manzano (Malus domestica).
Criado en 1935 en "Eidg. Versuchsanstalt" en Wadenswil, Suiza. Lanzado al mercado en 1955. Las frutas tienen una pulpa blanca firme y cremosa con un sabor subacido.

## Sinónimos
- "Schweizer Orangenapfel",
- "Schweizer Orangenrenette",
- "Swiss Orange".[4]

## Historia
'Schweizer Orange' es una variedad de manzana, desarrollada en 1935 en el "Forschungsanstalt" Wadenswil (Suiza) al cruzar 'Ontario' x 'Cox's Orange Pippin'. Lanzado al mercado en 1955.
'Schweizer Orange' se cultiva en la National Fruit Collection con el número de accesión: 1956-014 y Accession name: Schweizer Orange.
'Schweizer Orange' es el parental-padre de la variedad cultivar de manzana:
- Goro[4]

## Características
'Schweizer Orange' tiene un tiempo de floración que comienza a partir del 9 de mayo con el 10% de floración, para el 15 de mayo tiene una floración completa (80%), y para el 23 de mayo tiene un 90% caída de pétalos.
'Schweizer Orange' tiene una talla de fruto mediano; forma plano globosa, con altura de 57.00mm, y una anchura de 70.00mm; con nervaduras fuertes; ojo  muy pequeño, ubicado en una cuenca estrecha, aunque poco profunda, que puede estar rodeada por una corona ligeramente nudosa; pedúnculo largo y de grosor medio en una cuenca con forma de embudo de profundidad media; epidermis con color de fondo amarillo, con sobre color naranja en una cantidad media, con sobre patrón de color rayado / moteado, "russeting" (pardeamiento áspero superficial que presentan algunas variedades) muy bajo, presenta cera cuando está maduro; carne muy firme, textura de la pulpa gruesa y color de la pulpa crema, la fruta tiene un sabor jugoso y dulce, ligeramente agrio, moderadamente picante.
Su tiempo de recogida de cosecha se inicia a mediados de octubre. Se mantiene hasta cuatro meses una vez recogida y alcanza la madurez después de dos meses.

## Usos
Principalmente una manzana culinaria utilizada para hornear y también para compota de manzana.
Recomendado para el huerto familiar, irrelevante en el cultivo comercial de frutas en la actualidad.

## Cultivo
Árbol de desarrollo moderado y vigoroso. Fuerte tendencia a producir fruta cada dos años (contrañada). El conjunto de frutas es abundante y necesita ser aclarado cuando está desarrollándose para obtener una fruta de tamaño adecuado. Necesita una ubicación cálida.

## Ploidismo
Diploide, auto estéril; grupo de polinización E ; día de polinización 17.

Manzanas 'Schweizer Orange'
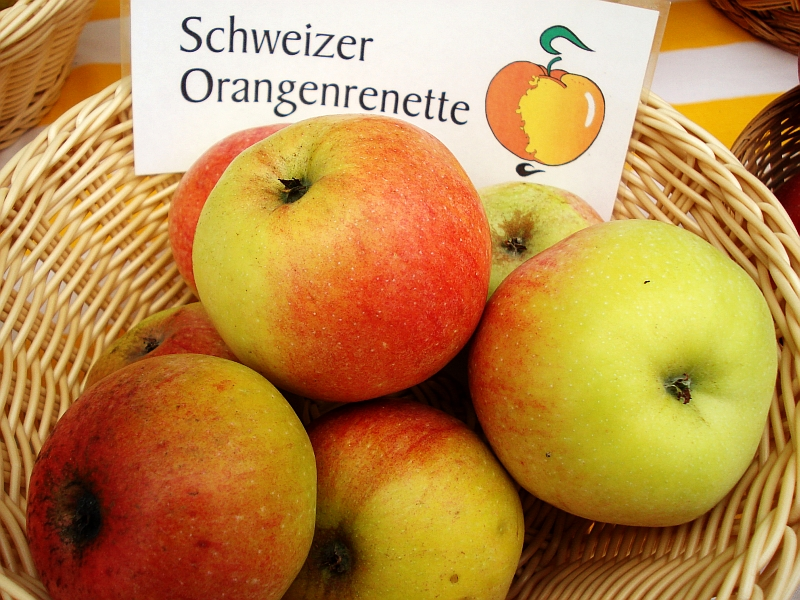
'Schweizer Orange'.
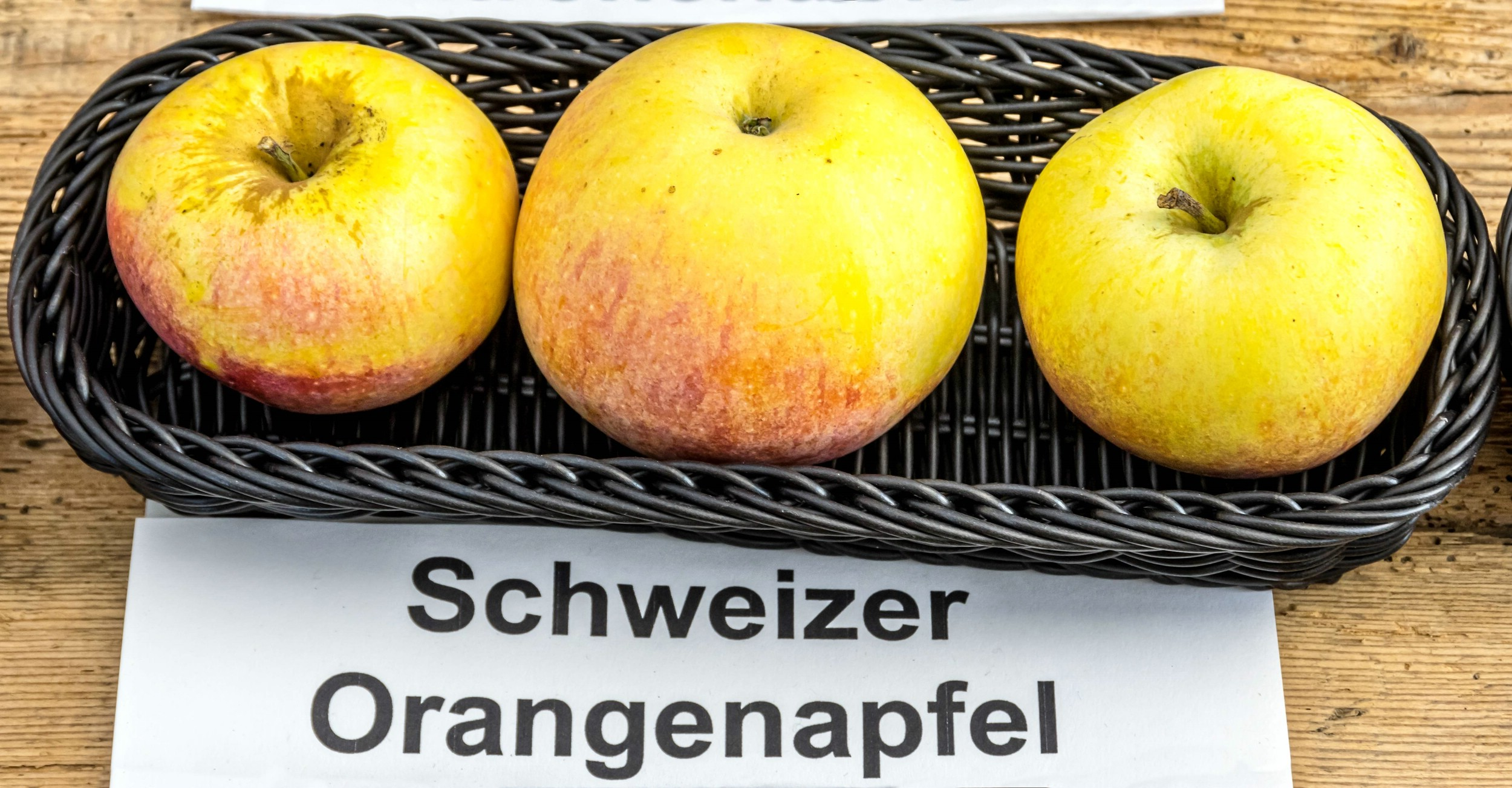
Manzanas 'Schweizer Orange'.
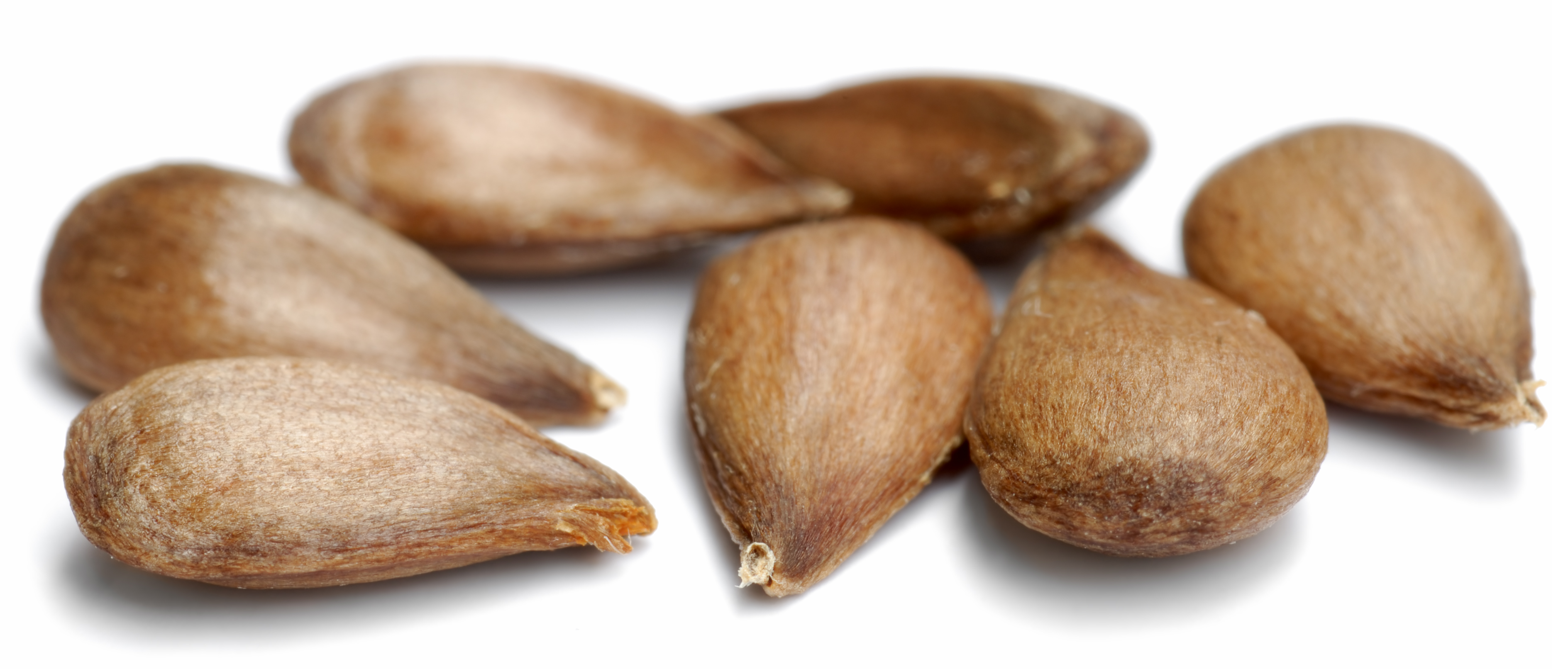
Semillas de manzanas 'Schweizer Orange'.